# Petilinus
Petilinus (* unbekannt; † 7. Jahrhundert), auch in den abgewandelten Varianten Betilinus, Pezelinus, Bezelinus, Becelin, Pezilinus, Beccelinus oder Peccelinus auch Bathodus, Bothadus, war möglicherweise Bischof von Mainz im ersten Drittel bis Mitte des 7. Jahrhunderts. Die Existenz eines Bischofs dieses Namens erschließt sich aus den acht verschiedenen Redaktionen der vorbonifatianischen Mainzer Bischofslisten, beginnend mit der so genannten Series I aus der Zeit des Erzbischofs Heriger (913–927).
Bei dem Translationsbericht des Mönches Sigehard von St. Alban aus dem Jahr 1298 der die von St. Hilarius nach St. Alban umgebetteten vorbonifatianischen Mainzer Bischöfen durch Erzbischof Hildebert nennt, fehlt Petilinus, ebenso wie Ruthardus, allerdings.
Weitere Schriftzeugnisse außer den genannten Redaktionen der Bischofsliste, die den Namen des Petilinus jeweils in unterschiedlichen Abwandlungen nennen, sind nicht überliefert. Eugen Ewig sieht aber, ebenso wie bei Petilinus' Nachfolger Lanwaldus, aufgrund der allgemein nur geringen Überlieferungen aus dieser Zeit keinen Anlass, an dem Vorhandensein eines gleichnamigen Bischofs zu zweifeln.

## Gleichsetzung Petilinus mit Bothadus
Eugen Ewig vertritt die Auffassung, dass Petilinus und der zeitlich früher anzusiedelnde Mainzer Bischof Bothadus dieselbe Person sind. Er führt dazu aus, dass die Endform -linus eine in merowingischer Zeit gebräuchliche Verkleinerungs- und Koseform gewesen sei und der erste Namensbestandteil des Petilinus die Stammsilbe des Namens Bothadus enthalte. Die sich daraus ergebende Verkleinerungsform (unter Einwirkung des Umlauts) habe dann den Namen „Bethilinus“ ergeben, der in späteren Zeiten fälschlicherweise als Name eines eigenständigen Bischof Petilinus gelesen wurde. Eine Gleichsetzung der Person erkläre zudem Unstimmigkeiten bei der zeitlichen Abfolge und Einordnung der Mainzer Bischöfe im 7. Jahrhundert.